# Jatropha brockmanii
Jatropha brockmanii är en törelväxtart som beskrevs av John Hutchinson. Jatropha brockmanii ingår i släktet Jatropha och familjen törelväxter.
Artens utbredningsområde är Somalia. Inga underarter finns listade i Catalogue of Life.